# Караїванця
Кара́їванця (болг. Караиванца) — село в Габровській області Болгарії. Входить до складу общини Дряново.

## Населення
За даними перепису населення 2011 року у селі проживали 43 особи.
Національний склад населення села:
| Національність   | Кількість осіб | Відсоток |
| ---------------- | -------------- | -------- |
| болгари          | 21             | 51,2%    |
| цигани           | 13             | 31,7%    |
| турки            | 0              | 0%       |
| інша             | 7              | 17,1%    |
| не визначились   | 0              | 0%       |
| Всього відповіли | 41             |          |

Розподіл населення за віком у 2011 році:
Динаміка населення: